# 国鉄1350形蒸気機関車

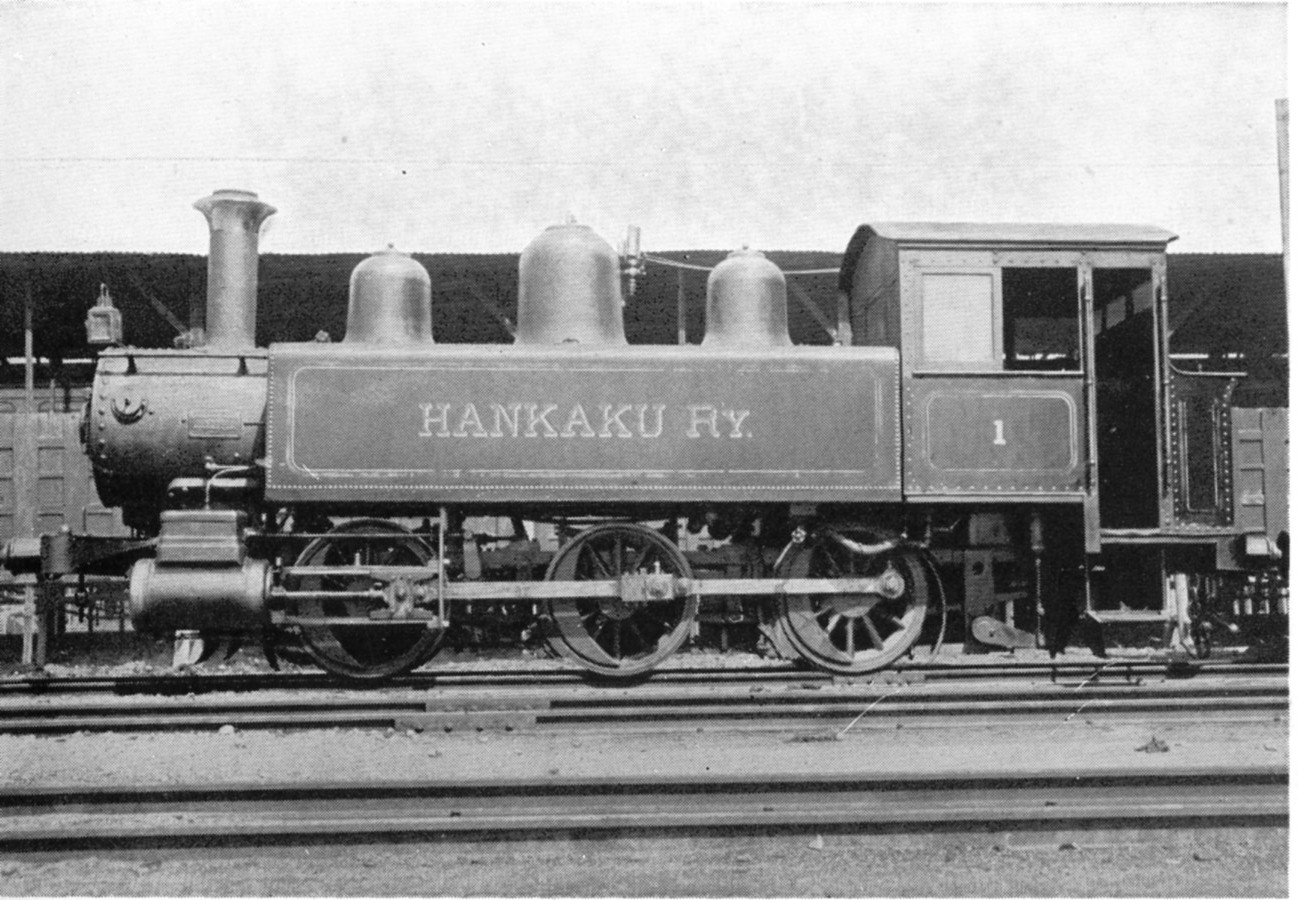
阪鶴鉄道 1

国鉄1350形蒸気機関車（こくてつ1350がたじょうききかんしゃ）は、かつて日本国有鉄道の前身である鉄道省に在籍したタンク式蒸気機関車である。

## 概要
元は、阪鶴鉄道が開業用として用意した、1897年（明治30年）、アメリカのピッツバーグ・ロコモティブ・アンド・カー・ワークス製の車軸配置0-6-0(C)で2気筒単式の飽和式機関車（製造番号1702 - 1704）で、同鉄道のA1形(1 - 3)のうちの1両(2)である。
1904年（明治37年）、1と3は高野鉄道の1，3（後の鉄道院3350形）と交換で同社に移り、鉄道国有法によって1907年（明治40年）に国有化されたのは、2のみであった。1909年（明治42年）に制定された鉄道院の車両形式称号規程では、1350形（1350）に改番された。
1350形は、国有化後も旧所属線で使用されたが、1917年（大正6年）に秩父鉄道に譲渡され、同社の4となった。しかし、1922年（大正11年）の電化により用途を失い、同年、三河鉄道に譲渡され、B形（4）となっている。
高野鉄道に譲渡された2両は、1907年に高野山登山鉄道への譲渡、1915年（大正4年）の大阪高野鉄道への改称を経て、1は1922年の南海鉄道への合併を前に三河鉄道に譲渡され、これもB形（1）に編入された。1926年に三河鉄道が電化されたため用途を失い、1934年（昭和9年）に廃車された。
残る3は南海鉄道に引き取られたが、1925年（大正14年）に庄川水力電気が購入し、1と改称して同社の専用線で小牧ダム建設の資材運搬用として使用した。工事終了後の1933年（昭和8年）には、新宮鉄道に譲渡され、同社の7となった。新宮鉄道は1934年に国有化され、1255形（1255）となった。国有化後も紀勢中線の紀伊勝浦に留まったが、1938年（昭和13年）11月に流山鉄道に払い下げられ、国有化後の形式番号のまま、1955年（昭和30年）まで使用された。この頃には、どういう訳か1894年ボールドウィン製という履歴となっており、高野鉄道の5（鉄道院1180形と同形）と形式図が入れ替わっていたものらしい。

## 主要諸元
1350形の諸元を示す。
- 全長：8604mm
- 全高：3388mm
- 全幅：2337mm
- 軌間：1067mm
- 車軸配置：0-6-0(C)
- 動輪直径：1067mm
- 弁装置：スチーブンソン式アメリカ型
- シリンダー（直径×行程）：330mm×508mm
- ボイラー圧力：9.8kg/cm2
- 火格子面積：0.74m2
- 全伝熱面積：60.7m2
  - 煙管蒸発伝熱面積：55.7m2
  - 火室蒸発伝熱面積：5.0m2
- ボイラー水容量：2.15m3
- 小煙管（直径×長サ×数）：44.5mm×3,194mm×125本
- 機関車運転整備重量：29.35t
- 機関車空車重量：22.23t
- 機関車動輪上重量（運転整備時）：29.35t
- 機関車動輪軸重（第3動輪上）：10.75t
- 水タンク容量：3.62m3
- 燃料積載量：0.76t
- 機関車性能
  - シリンダ引張力（0.85P）：4,320kg
- ブレーキ装置：手ブレーキ、蒸気ブレーキ